# Барселонская голова

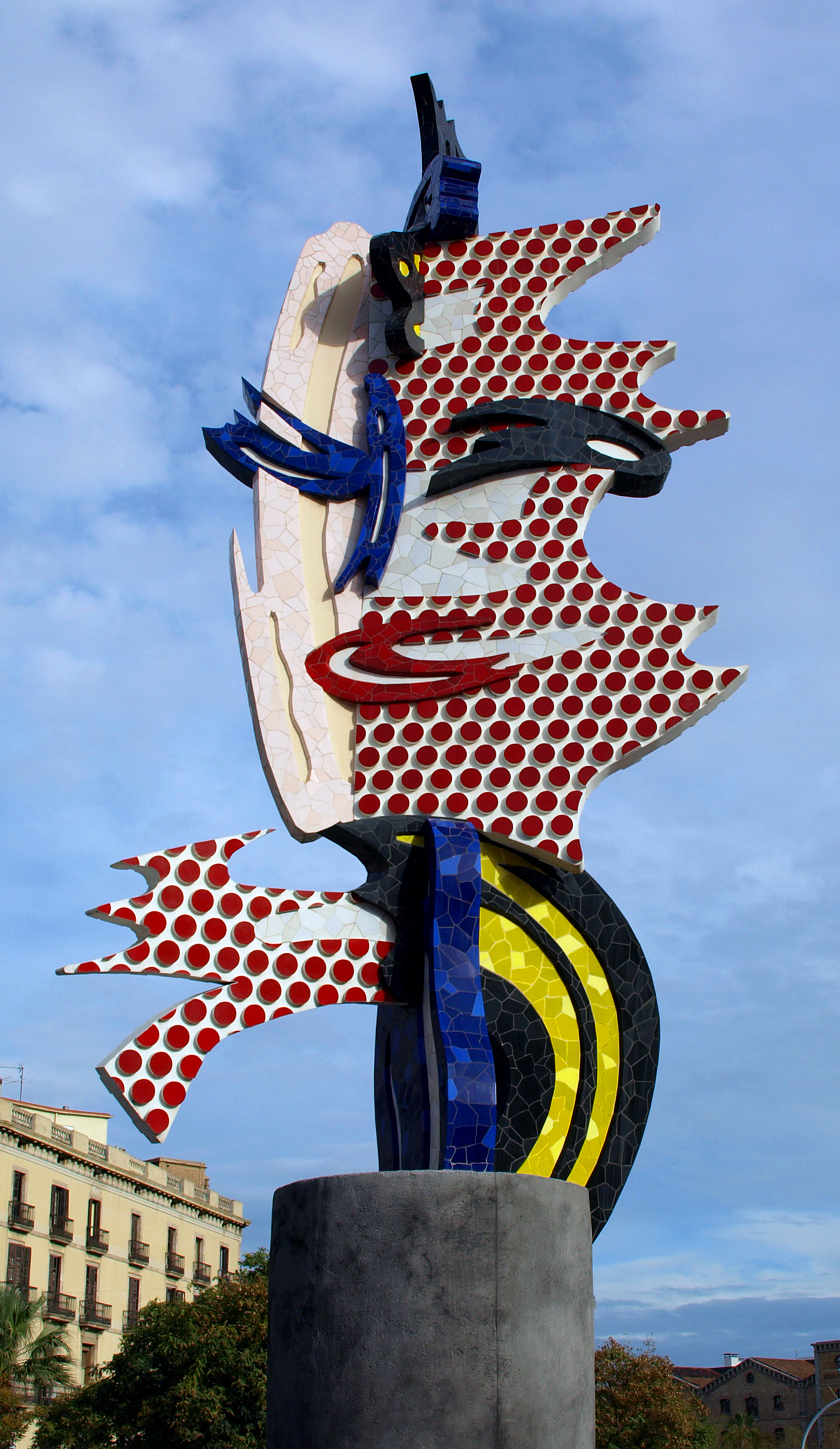
«Барселонская голова»

Барселонская голова (англ. The Head of Barcelona, исп. La Cabeza de Barcelona) — сюрреалистическая скульптура в Барселоне, работы американского художника Роя Лихтенштейна. Расположена на перекрёстке набережной с улицей Виа-Лайетана. Была создана к Олимпийским играм 1992 года и является яркой достопримечательностью Барселонской набережной, привлекающей внимание туристов.
Представляет собой 15-метровую скульптуру, сделанную из цемента и скоб из нержавеющей стали. Покрыта цветной керамической плиткой. Автор говорил, что керамическая плитка присутствует на скульптуре в знак уважения Антонио Гауди и другим авторам каталонского модерна.